# John Flamsteed

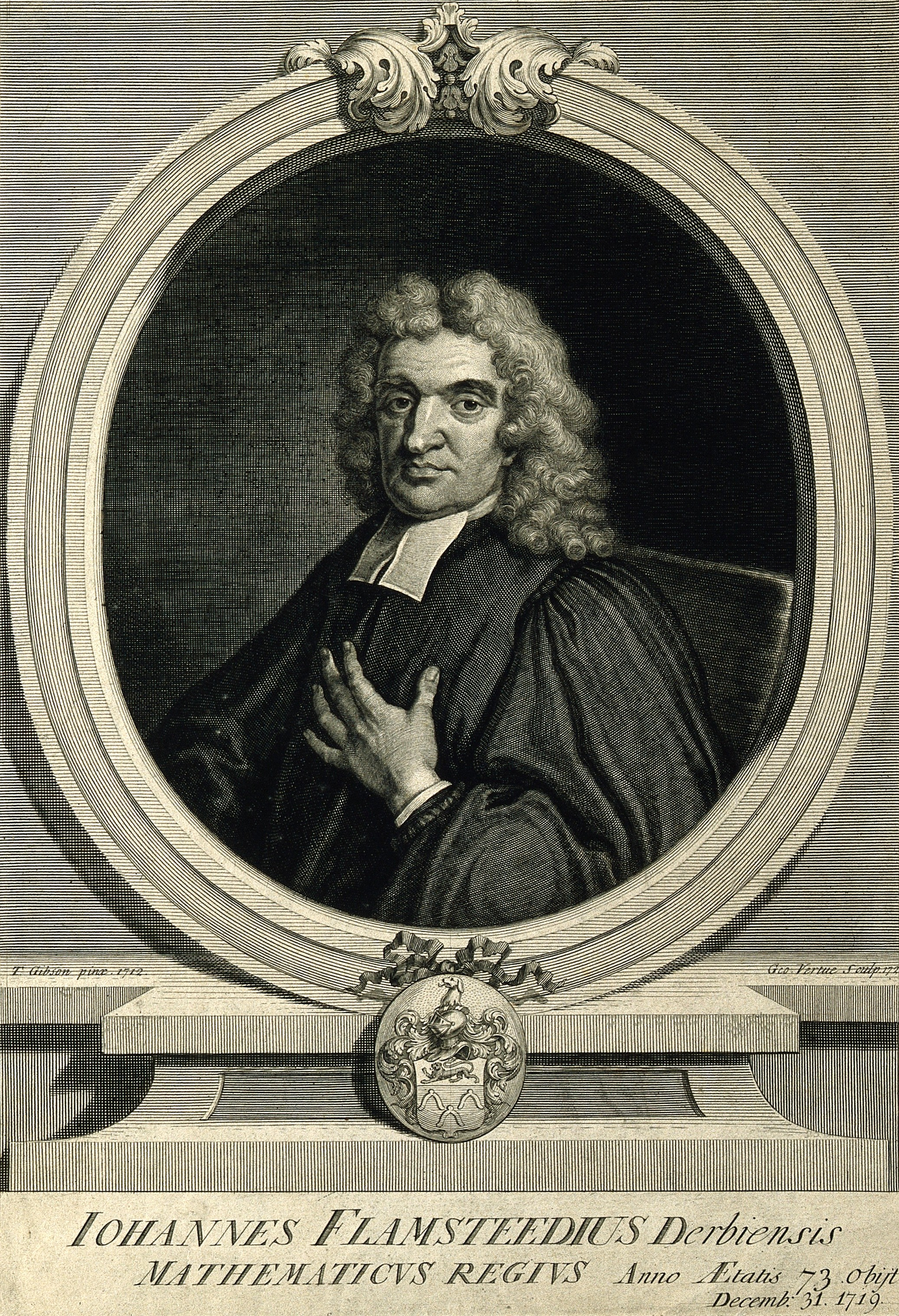
John Flamsteed

John Flamsteed (ur. 19 sierpnia 1646 w Denby, zm. 31 grudnia 1719 w Greenwich, Londyn) – angielski astronom.
Był pierwszym Astronomem Królewskim i założycielem obserwatorium astronomicznego w Greenwich, które rozpoczęło działalność w 1675 roku. Urząd ten uzyskał Flamsteed, nie dysponujący wyższym wykształceniem dostępnym już wówczas w Anglii, dzięki królowi Karolowi II. Pośmiertnie w 1725 roku opublikowano wyniki jego obserwacji w dziele nazwanym Historia Coelestis Britannica, zawierającym m.in. katalog pozycyjny ze współrzędnymi 2935 gwiazd. Pozycje te Flamsteed określił z dużo większą dokładnością niż wcześniejsze prace. Niektóre gwiazdy, jak np. 61 Cygni, nadal znane są pod numerami z tego katalogu. W 1729 roku jako uzupełnienie katalogu ukazał się atlas nieba Atlas Coelestis.

## Życiorys
Astronomii uczył się sam, a następnie (1670-74) kontynuował edukację w Jesus College na Uniwersytecie Cambridge . W 1675 przyjął święcenia. Astronom postanowił wyposażyć obserwatorium w Greenwich, a niewielki spadek po ojcu umożliwił mu budowę kwadrantu murowego – przymocowanego do ściany przyrządu do mierzenia wysokości gwiazd w momencie ich przejścia przez południk.
Astronom usiłował powstrzymać publikowanie wyników jego badań przed ich zakończeniem, jednak były one potrzebne Izaakowi Newtonowi oraz Edmondowi Halleyowi. W 1704 roku książę Danii, Jerzy, zobowiązał się do pokrycia kosztów publikacji i mimo sprzeciwów astronoma, niekompletne obserwacje zostały wydane przez Halleya, a w 1712 roku wydrukowano 400 egzemplarzy. Później Flamsteed doprowadził do spalenia 300 z nich.

## Wyróżnienia
Od 1677 roku był członkiem Royal Society.
Na jego cześć nazwano krater na Księżycu i planetoidę (4987) Flamsteed.